# إعادة بناء عالم أفضل
إعادة بناء عالم أفضل (بالإنجليزية: Build Back Better World)، هي مبادرة اقتصادية دولية قامت بها مجموعة السبعة، أطلقت في يونيو 2021، وهي مصممة لتوفير بديل لمبادرة الحزام والطريق الصينية لتطوير البنية التحتية في البلدان المنخفضة والمتوسطة الدخل.
بقيادة الولايات المتحدة، ستعمل دول مجموعة السبع على معالجة البنية التحتية البالغة 40 تريليون دولار التي تحتاجها البلدان النامية بحلول عام 2035. تهدف المبادرة إلى تحفيز التمويل للبنية التحتية الجيدة من القطاع الخاص وستشجع استثمارات القطاع الخاص التي تدعم «المناخ والصحة والأمن الصحي والتكنولوجيا الرقمية والإنصاف والمساواة بين الجنسين».   تعتمد المبادرة على شبكة النقطة الزرقاء، وهو تعاون يهدف إلى بناء شبكة عالمية من خلال التمويل القائم على الإقراض لبناء الطرق والجسور والمطارات والموانئ ومحطات الطاقة. 

## المعايير والمبادئ

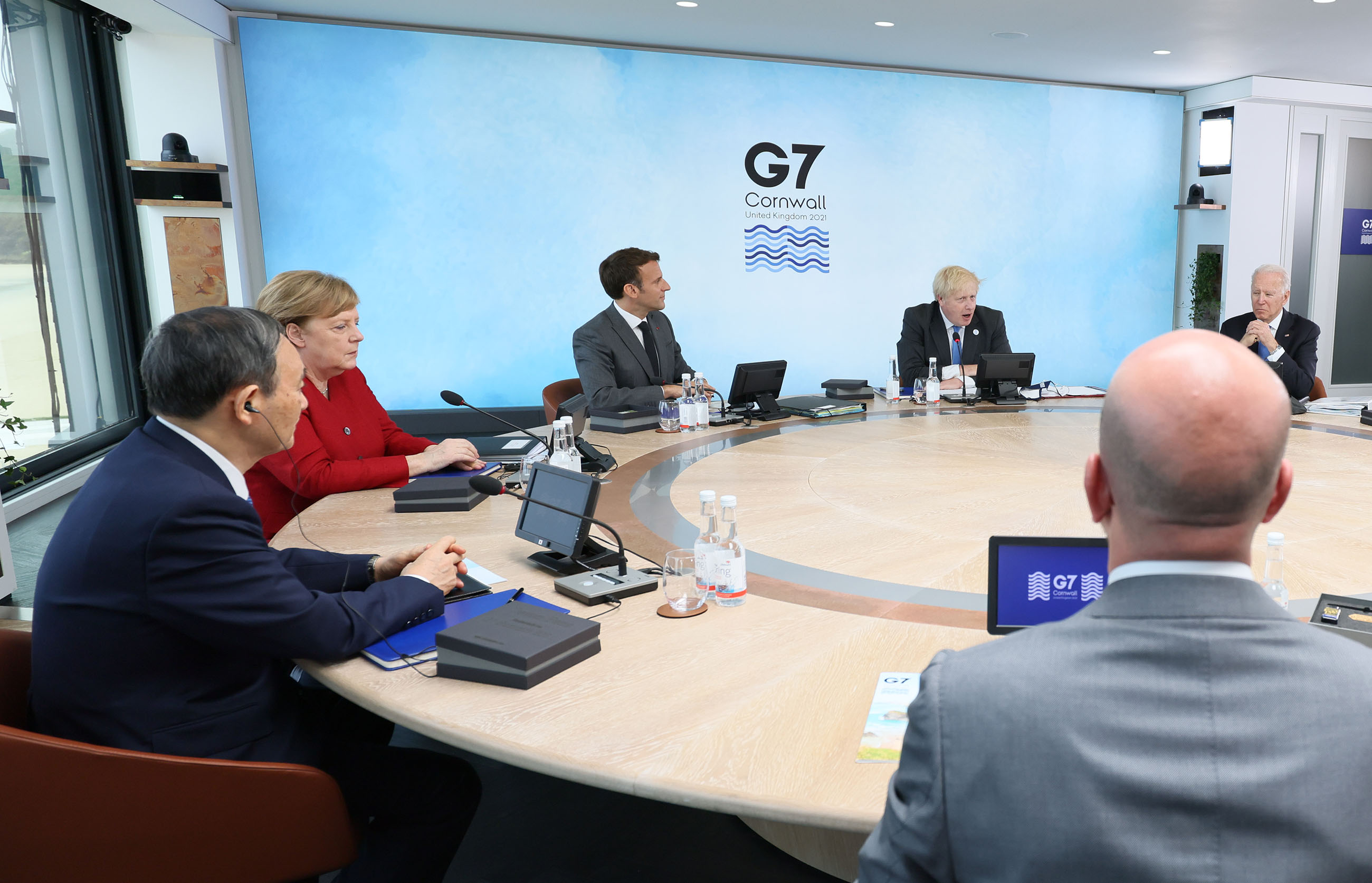
قادة العالم في القمة 47 لمجموعة السبع في إنجلترا

تتماشى جهود المبادرة مع معايير ومبادئ شبكة النقطة الزرقاء، المتعلقة بالبيئة والمناخ والعمل والضمانات الاجتماعية والتمويل والبناء ومكافحة الفساد وغيرها من المجالات. في 4 نوفمبر 2019، أطلق وكيل وزارة الخارجية الأمريكية كيث كراش رسميًا شبكة النقطة الزرقاء مع نظيريه الأسترالي والياباني مع وصول رأس المال إلى 60 مليار دولار أمريكي من شركة تمويل التنمية الدولية للولايات المتحدة في منتدى الأعمال الهندي-الهادئ في بانكوك. 

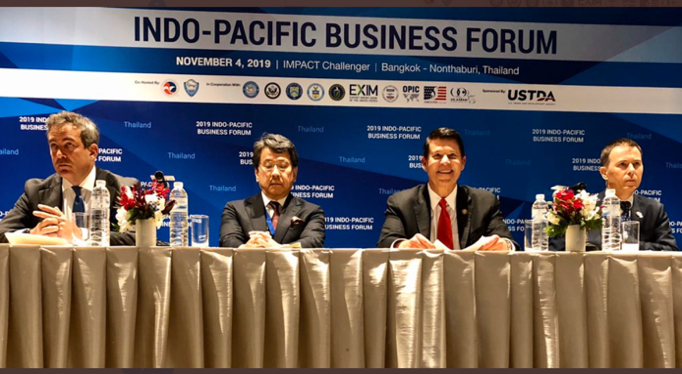
إعلان وكيل وزارة الخارجية الأمريكية كيث كراش عن شبكة النقطة الزرقاء مع ديفيد بوهيجيان من شركة الاستثمار الخاص الخارجي والياباني تاداشي مايدا والأسترالي ريتشارد مود في منتدى الأعمال الهندي-الهادئ.

أعلن كراش عن معايير الثقة العالمية لشبكة النقطة الزرقاء، والتي تستند إلى «احترام الشفافية والمساءلة وسيادة الملكية والموارد والعمل المحلي وحقوق الإنسان وسيادة القانون والبيئة والممارسات الحكومية السليمة في المشتريات والتمويل».  وخصص وكيل الوزارة كراش مليوني دولار أمريكي من الأموال الأولية لوزارة الخارجية الأمريكية للجنة التوجيهية وأصدر دعوة لأعضاء مجموعة السبعة الآخرين للانضمام.

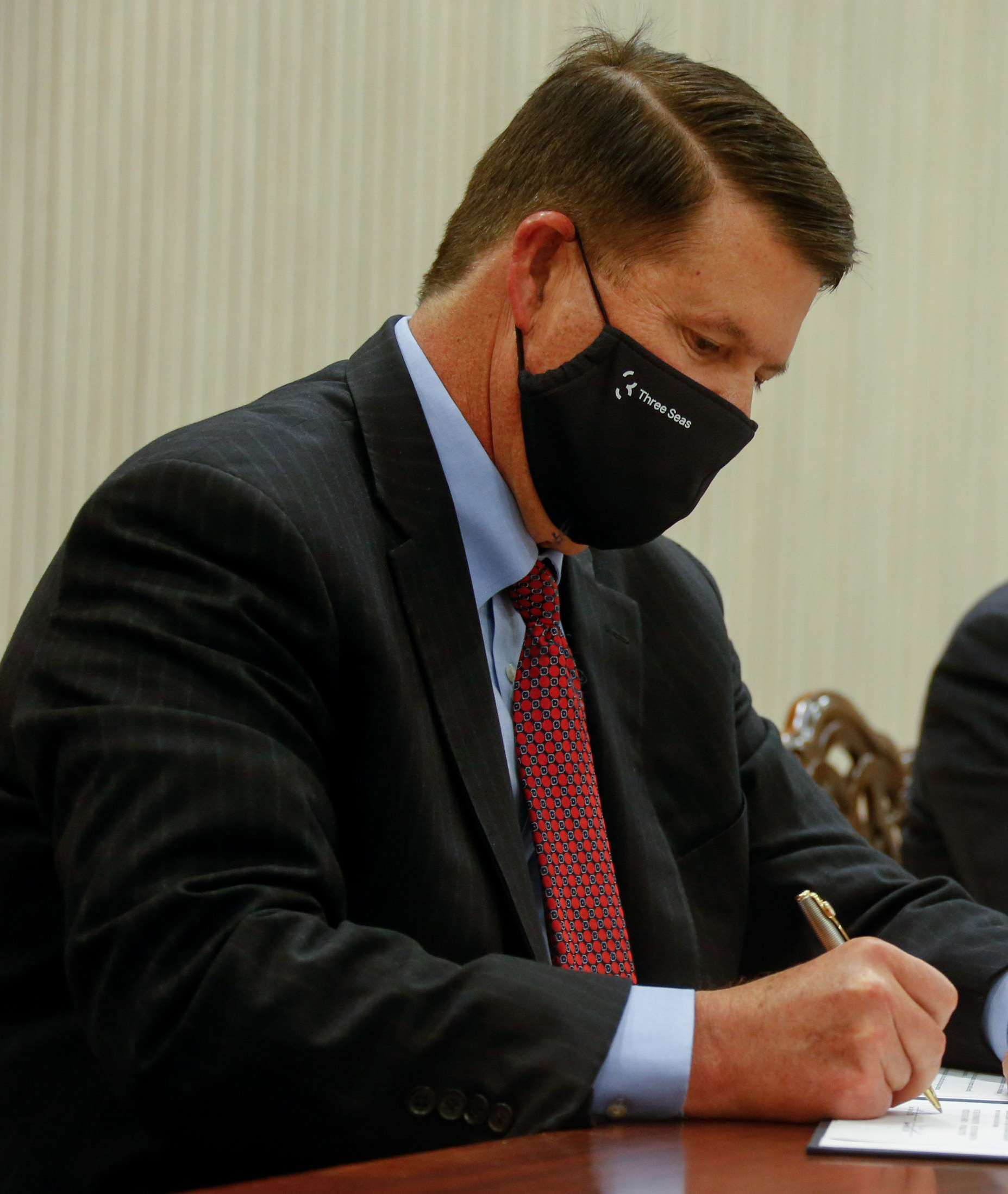
كراش أثناء توقيعه مذكرة تعاون

في 7 يونيو 2021، التزمت منظمة التعاون الاقتصادي والتنمية بدعم الشبكة في اجتماع المجموعة الاستشارية التنفيذية في باريس، فرنسا.